# Guerres et Histoire
 (janvier 2023).
Si vous disposez d'ouvrages ou d'articles de référence ou si vous connaissez des sites web de qualité traitant du thème abordé ici, merci de compléter l'article en donnant les références utiles à sa vérifiabilité et en les liant à la section « Notes et références ».
Guerres et Histoire (typographié Guerres & Histoire) est un magazine français bimestriel sur l'histoire militaire. 

## Historique
Il a été lancé en mars 2011 comme trimestriel avant de devenir bimestriel dès son 4e numéro. Il est édité par le groupe Mondadori France jusqu'en 2020 puis par Reworld Media et appartient à la galaxie Science & Vie dont il reprend le logo sur sa couverture.
Son directeur de la rédaction et fondateur est Jean Lopez. Son comité éditorial est composé de Pierre Grumberg, rédacteur en chef adjoint, Yacha MacLasha, Michel Goya, Laurent Henninger, Benoist Bihan et Eric Tréguier.